# Perceptuell konstans
Perceptuell konstans är ett begrepp inom perceptionspsykologin som syftar till fenomenet att ett objekt uppfattas som ungefär lika stort hela tiden även om det betraktas ur olika synvinklar och från skilda håll, trots att en förflyttning av observatören eller objektet kommer att förändra den faktiska storleken som objektet upptar på observatörens näthinna. 
Fenomenet får bland annat till följd att en observatör som ser ett objekt närma sig honom eller henne inte upplever att objektet i fråga växer i storlek. 
Om man t. ex. går fram till en bokhylla för att hämta en viss bok upplever vi inte att denna blir större fastän näthinnebilden växer när vi närmar oss. Denna storlekskonstans är liksom formkonstansen inlärd. Ljushetskonstans kan ta sig uttryck att vi t. ex. uppfattar snö som lika ljus på öppna marken som i skuggan bakom en sten, även om en ljusmätare skulle ge mycket olika utslag.
På liknande sätt uppfattar vi samma nyans av solbränna i klart solsken mitt på dagen som i det kraftigt rödfärgade kvällsljuset, medan ett färgfoto skulle visa två olika schatteringar (färgkonstans). 
De två sistnämnda konstansfenomenen vilar i högre grad än de förra på rent fysiologiska faktorer, som receptorernas adaption och reaktion på förhållandet mellan stimulus och bakgrund. 